# Abdullah ibn Ismail
Abdullah ibn Ismail, także: Abdullah IV (arab. عبد الله بن إسماعيل = ʿAbd Allah ibn Ismāʿīl, ur. 1694, zm. 1757) – sułtan Maroka z dynastii Alawitów, jeden z siedmiu synów Mulaja Ismaila.

## Życiorys
Abdullah ibn Ismail sześciokrotnie zasiadał na sułtańskim tronie – jego rządy przypadały na niespokojny okres walk o sukcesję do tronu po śmierci Mulaja Ismaila. Po raz pierwszy Abdullah objął panowanie w 1729 roku po śmierci swojego brata Ahmada. W 1734 roku Abdullah został jednak pojmany, a na tron wstąpił inny z jego braci – Ali. Abdullah odzyskał władzę na kilka miesięcy w 1736, został jednak ponownie pojmany, a sułtanem został kolejny z jego braci Muhammad. Utrzymał się on na tronie przez dwa lata, do 1738 roku, po czym i on dostał się do niewoli, a zastąpił go kolejny z braci Al-Mustadi. Po dwóch latach rządów Al-Mostadiego władzę po raz kolejny odzyskał Abdullah i utrzymał się na tronie do czerwca 1741 roku. Władzę na krótko przejął wówczas kolejny z braci Zajn al-Abidin, jednak Abdullah w listopadzie 1741 odzyskał tron. Pozostał sułtanem aż do śmierci w 1757 roku z przerwami w latach 1742–1743 i 1747–1748, kiedy to ponownie Marokiem władał Al-Mustadi ibn Ismail. Następcą tronu został jego syn Muhammad.